# 美國大陸航空
美国大陸航空（英語：Continental Airlines；IATA代碼：CO, ICAO代碼：COA, 呼号：Continental；：CAL）是美國一家已結束營業的航空公司，以休士頓為基地，曾是美國第五大、全球第六大的航空公司1934年創立於休士頓，2012年吞并聯合航空后以联合航空的名义继续飞行。
美國大陸航空以三個城市為樞紐，分別為休士頓的喬治布什洲際機場、的紐華克自由國際機場和克里夫蘭的霍普金斯國際機場，航點遍佈美洲、歐洲和亞洲。此外，其子公司密克羅尼西亞大陸航空以關島的安東尼奧·汪帕特國際機場為基地，航點遍佈密克羅尼西亞、東亞、東南亞，並連接夏威夷和澳洲。
美國大陸航空是美国快捷航空的少數份數擁有人，美国快捷航空是一家獨立、公開招股公司，以大陆快线的名義運作。海角航空、科尔根航空、克穆特航空及湾流国际航空則以大陆连线名義運作，美國大陸航空未有以上四家公司的擁有權。

## 歷史

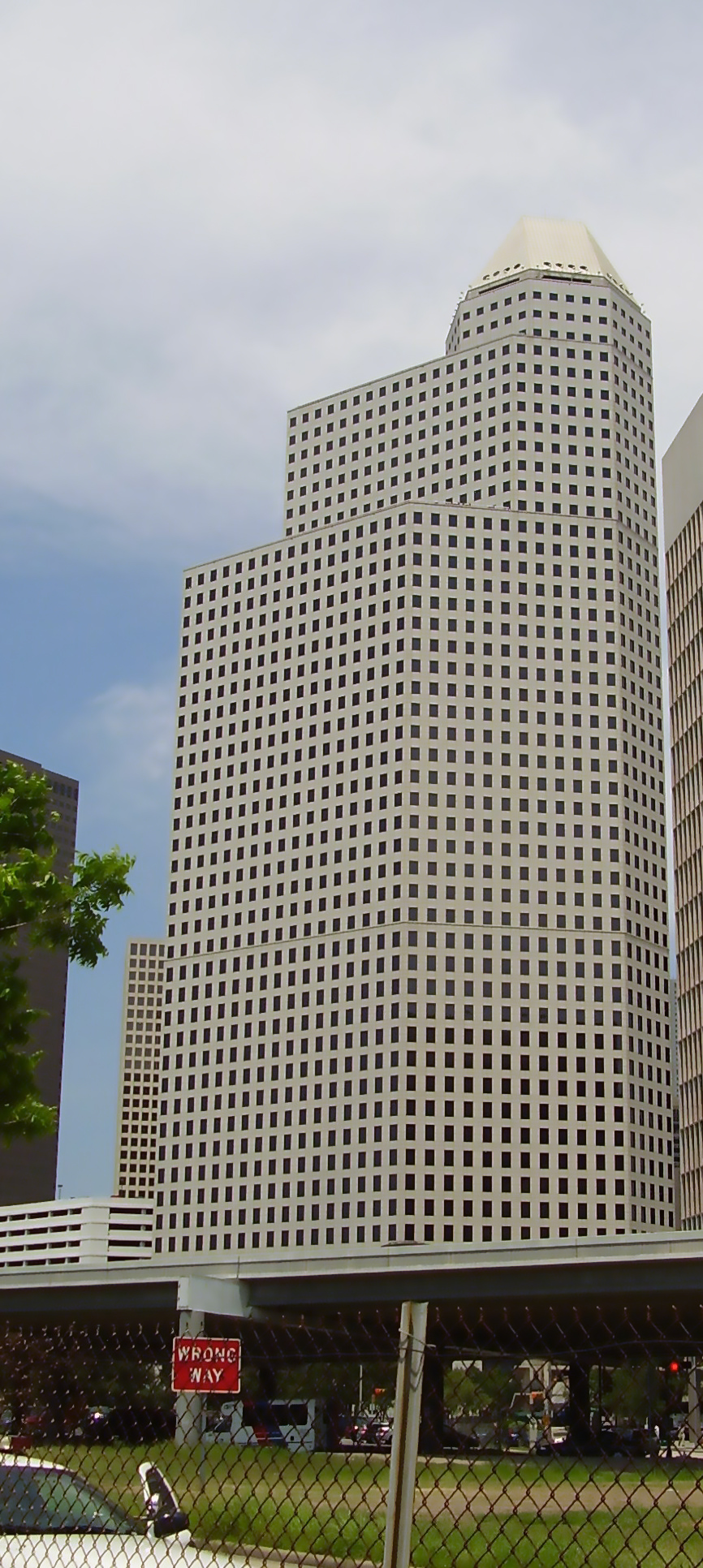
Continental Center I -美國大陸航空旧总部

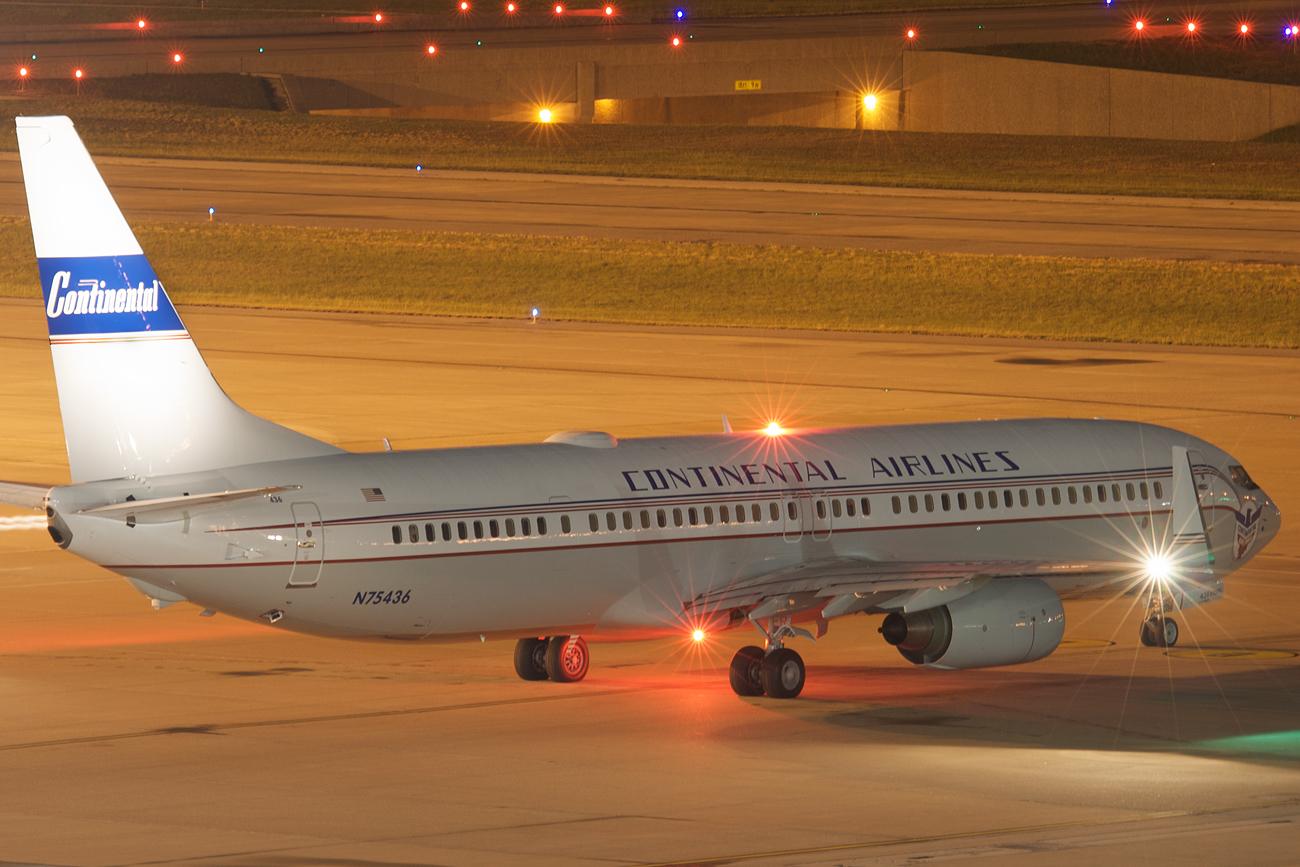
披上1950年代塗裝的波音737-900ER

### 早期歷史
大陸航空於1934年投入服務，當時以其創辦人Walter T. Varney的名字命名為Varney Speed Lines，於El Paso國際機場營運。Varney Speed Lines被Robert Six購入後於1937年7月1日易名為大陸航空。同年10月，Robert Six把航空公司總部遷往在科羅拉多州丹佛的史塔波頓機場，並續任主席40年。
在1940年代二次大戰期間，大陸航空於丹佛的總部成了改裝中心，為美國軍方改裝B-17及B-29轟炸機。
多年來大陸航空的航線網絡都局限於美國西南部。1953年，大陸航空與Pioneer Airlines合併，取得在德克薩斯州及新墨西哥州16個城市的經營權。1957年，大陸航空首次由伊利諾州的芝加哥飛往加州的洛杉磯，1959年接收其首架噴射客機──波音707-120B。
1963年，大陸航空將總部遷往加州的洛杉磯，並於1968年推出以橙色、金色線條和飛機尾舵上黑色圓型標誌的新塗裝。期後於1960年代運送美軍士兵往越南，亦意識到太平洋地區的市場，於是在密克羅尼西亞成立密克羅尼西亞航空（Air Micronesia），即現在的美國大陸密克羅尼西亞航空（Continental Micronesia），並一直使用大陸航空的機身塗裝。大陸航空在1969年開設檀香山航線，1970年接收首架波音747，DC-10於不久後也加入了機隊。整個1970年代，大陸航空都在拓展其越太平洋航線，並在1977年抵達澳洲悉尼及新西蘭的奧克蘭。

### 第一次破產
1978年，美國國會通過「取消航空業國家管制法案」掀起了航空公司合併潮。大陸航空在1982年被德州國際航空收購。合併後大陸航空得到現在三個樞紐的其中一個－－休士頓洲際機場以及往墨西哥的航線，也帶來一名新的行政總裁－－前德州國際航空的老闆Frank Lorenzo。1983年，大陸航空根據美國聯邦破產法第11章公司重整保護申請破產保護，清理債務後以廉價航空公司（low-cost carrier，LCC）方式繼續經營。雖然保住了南太平洋的航線，但被迫放棄洛杉磯這個樞紐。
1985年，大陸航空開設由紐華克國際機場和休士頓洲際機場飛往倫敦蓋威克機場，這兩條航線為大陸航空帶來一線生機，到1986年成功脫離破產保護。一年後Frank Lorenzo決定購入People Express和其在紐華克的樞紐，令到大陸航空成為全美第三大航空公司。1987年，大陸航空創立OnePass飛行常客計劃，1988年與北歐航空組成合作伙伴。

### 第二次破產
大陸航空於1991年推出新的白藍配搭塗裝不久後，再度申請破產保護。第二次破產成因有幾個：Lorenzo為了全身投入即将倒闭的美国东方航空而離開大陸航空。伊拉克入侵科威特，海灣戰爭爆發造成油價飛漲。人民航空與大陸航空合併前兩年舉借高債收購了當時的邊疆航空。
1993年，加拿大航空聯同Air Partners和Texas Pacific Group注資4.5億美元協助大陸航空再度脫離破產保護。在葛登.貝紳（Gordon Bethune）帶領下，大陸航空訂購了新的波音飛機，變成全部由波音飛機組成機隊的航空公司。1995年，大陸航空全面關閉其丹佛樞紐。貝紳在《新反敗為勝 .大陸航空公司重登高峰的傳奇故事》一書中記下了他的經歷。

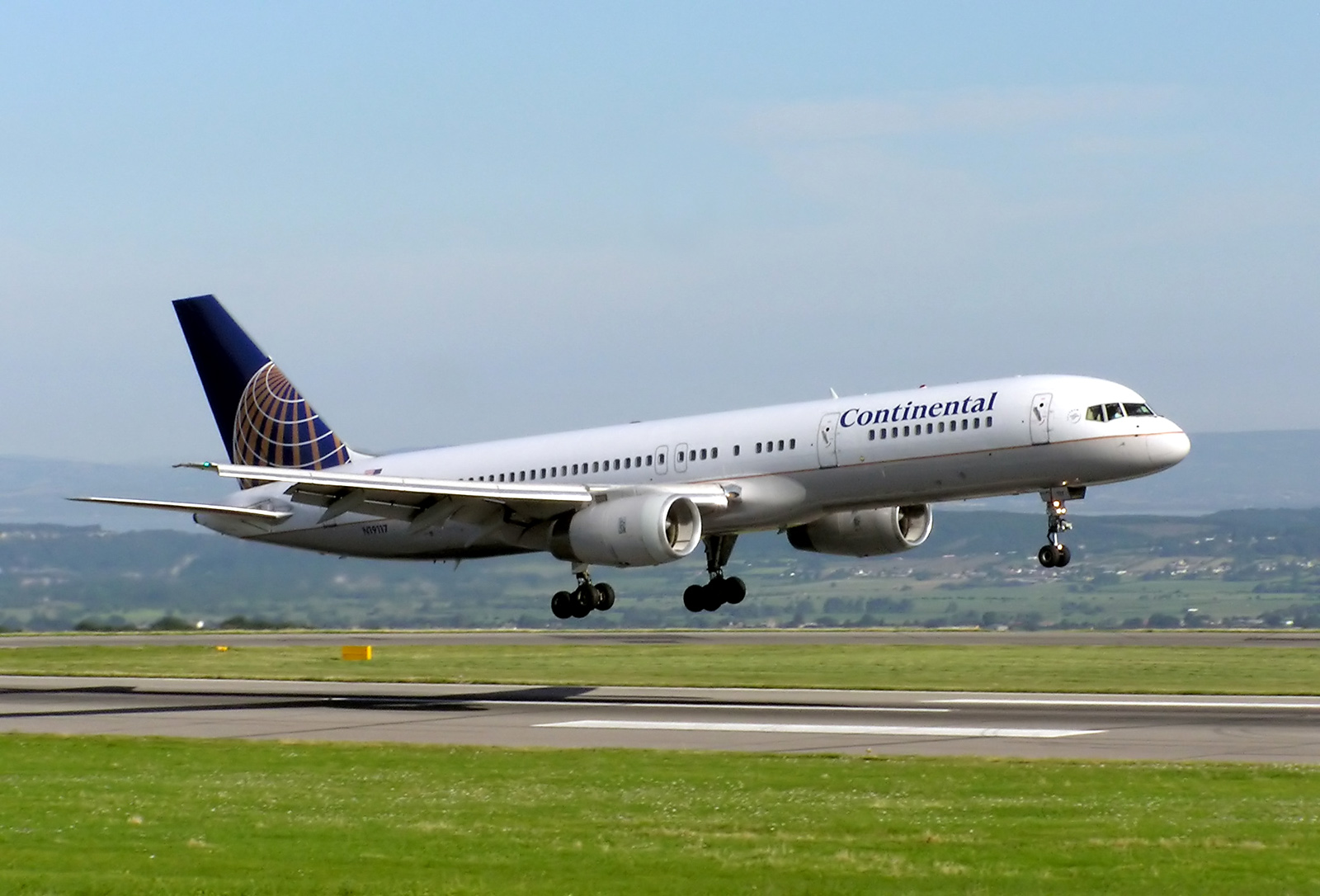
大陸航空波音757-200於布里斯托國際機場著陸。

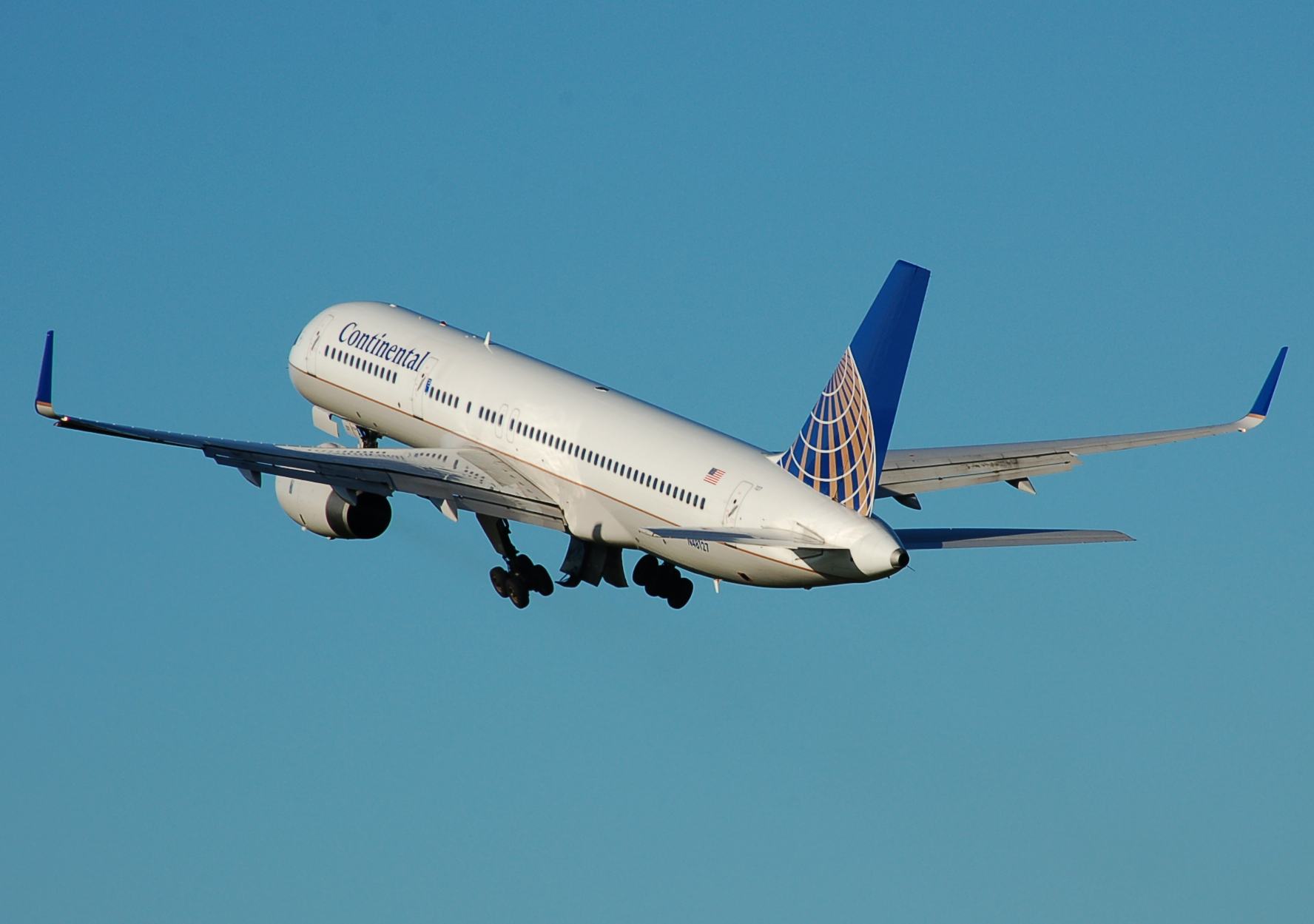
大陸航空的757-200裝上了翼尖小翼

### 吞并联合航空以及更名
大陸航空不斷擴展其國際航線，於1998年開設往愛爾蘭和蘇格蘭的航線。同年10月接收其首架波音777飛機，容許航班由紐華克和休士頓不停站飛往東京成田國際機場。大陸航空亦與西北航空、Copa、Avant Airlines、Transbrasil和Cape Air組成合作伙伴。2002年大陸航空宣佈會在波多黎各聖胡安設立樞紐與美國航空競爭。
2001年3月1日，大陸航空開設由紐華克至香港的不停站服務，航線穿越北極，是首間航空公司不停站飛行16小時。但是911事件和SARS在亞洲爆發令此航線停航至2003年8月1日。2001年開辦此航線後，聯合航空和國泰航空都相繼開辦香港至紐約的不停站航線。
2005年2月22日，美國交通部宣佈准許大陸航空和美國航空開辦往中國的航線，大陸航空由2005年6月15日起提供每日一班航班由紐華克飛往北京。大陸航空、美國航空、聯合航空成為仅有的三家能提供由美國直飛中國的美國航空公司。大陸航空亦有不停站航班由紐華克飛往新德里，於2009年開辦由紐華克至上海的服務。2005年，大陸航空開辦由紐華克飛往北愛爾蘭貝爾法斯特國際機場的服務。
2007年起，全球航空業受高油價打擊嚴重，美國各大航空公司掀起合併、削班浪潮。2008年6月，在天合聯盟的西北航空和達美航空宣佈合併，而大陸航空又與聯合航空合併談判失敗之後，大陸航空于2009年10月27日加入星空聯盟，脫離天合聯盟。
2010年5月3日，聯合航空同意被美國大陸航空合併。合併後將成為美國第二大航空公司，預計合併後保留聯合航空名稱，但公司管理与徽号均保留大陆航空样式。
2012年3月3日，聯合航空正式被大陆航空吞并，随后大陆航空正式更名联合航空，大陸品牌正式成為歷史。

## 機隊

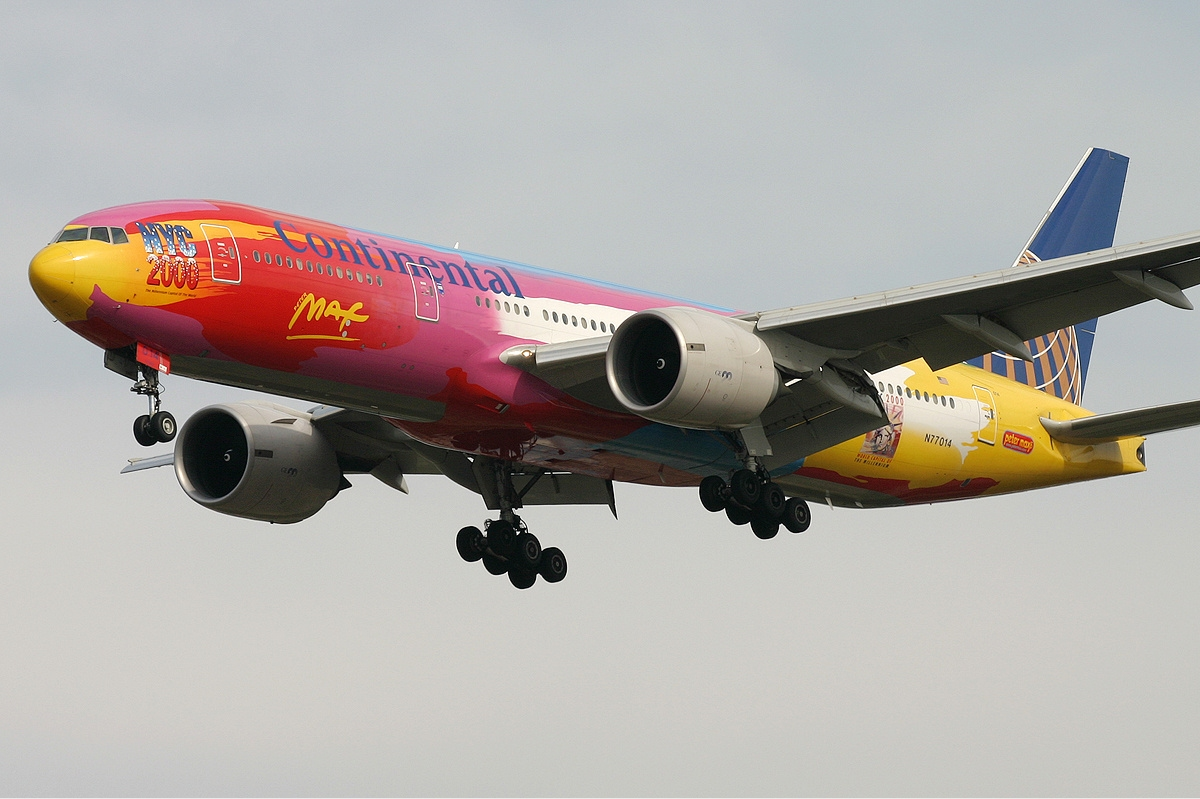
編號為N77014的波音777-224ER曾披上彼得·馬克斯彩繪

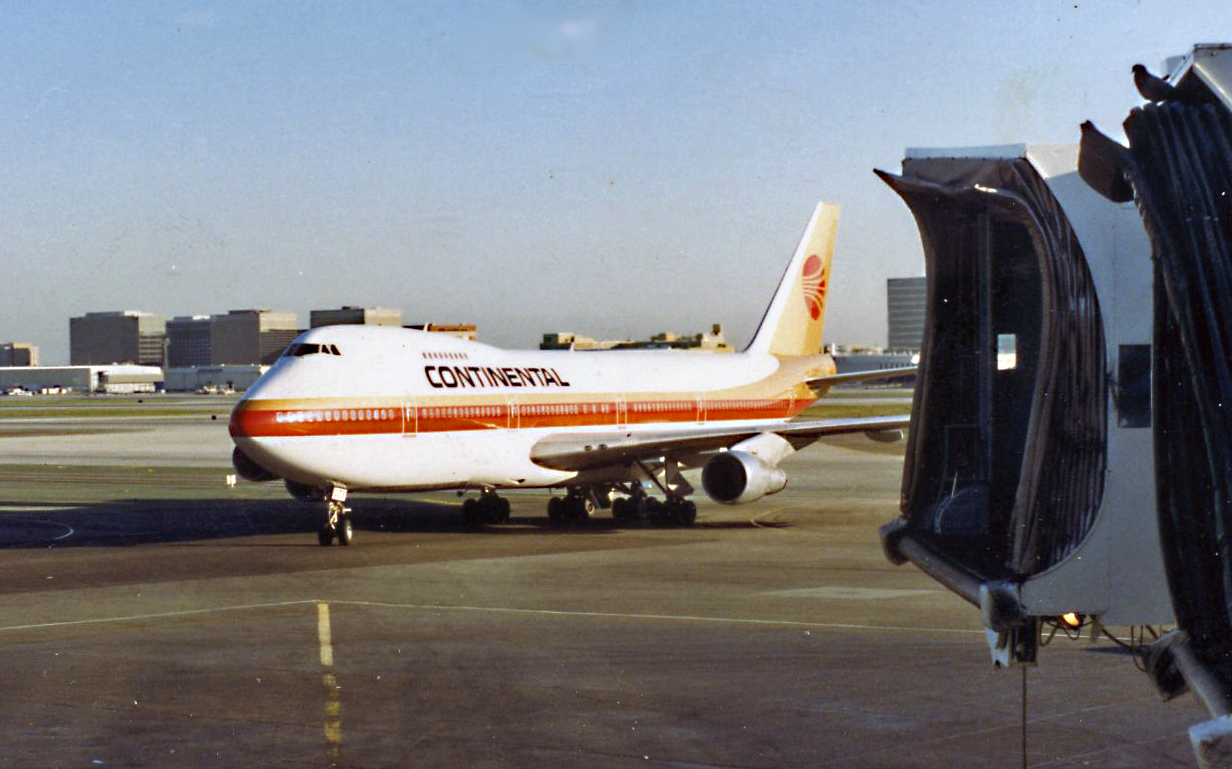
大陸航空在70年代~80年代使用的由索爾·巴斯設計的“急流”標誌

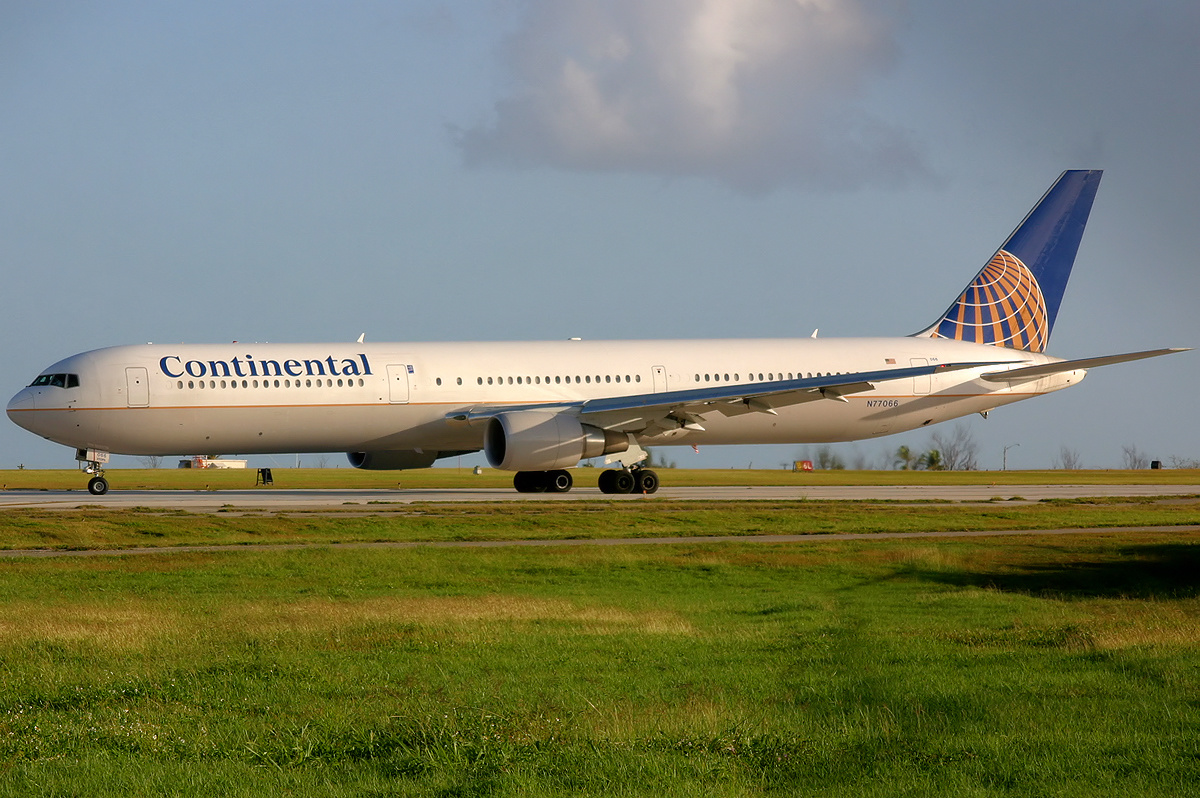
大陸航空為波音767-400ER的兩個用戶之一

截至2011年5月24日，美國大陸航空機隊如下：
2009年11月，大陸航空機隊平均機齡為10.6年。

## 事故
- 美国大陆航空1404号航班事故
- 美國大陸航空1713號班機空難
- 科爾根航空3407號班機空難